# Argyrodes antipodianus
Argyrodes antipodianus es una especie de araña de telaraña irregular del género Argyrodes, de la familia Theridiidae, orden Araneae. Fue descrita por O. Pickard-Cambridge en 1880.
Se distribuye por Oceanía: Australia, Nueva Caledonia y Nueva Zelanda. Fue publicada en On some new and little known spiders of the genus Argyrodes. Proceedings of the Zoological Society of London 48(2): 320-344, Pl. XXVIII-XXX..